# モジホコリ
モジホコリ（学名: Physarum polycephalum）は、モジホコリ目モジホコリ科に分類される変形菌の1種である。ただし、この意味でのモジホコリ属は多系統群であることが示されており、その整理の過程で本種の学名を Badhamia polycephala とすることが提唱されている。変形体はふつう黄色で大きく（図1）、5平方メートルに達した記録がある。子実体はふつう高さ1.5–2ミリメートル (mm) で柄は帯黄色で半透明、胞子嚢（子嚢）は黄色から灰色、基本的に単子嚢体であるが、しばしば柄が合着して多数の胞子嚢が集まった掌状子嚢体になる。種小名の polycephalum はギリシア語で多数の（poly）頭（kephale）を意味する。汎世界種であり、春から秋に腐木上などに子実体を形成する。培養が容易であり、モデル生物としてさまざまな研究に利用されており、迷路における最短経路の発見など「知的な」行動を示すことでよく知られている。

## 特徴

### 生活環
モジホコリは、単細胞のアメーバまたは鞭毛細胞、巨大な多核アメーバ（変形体）、胞子を形成・散布する微小なキノコのような子実体からなる複雑な生活環をもつ（図2）。

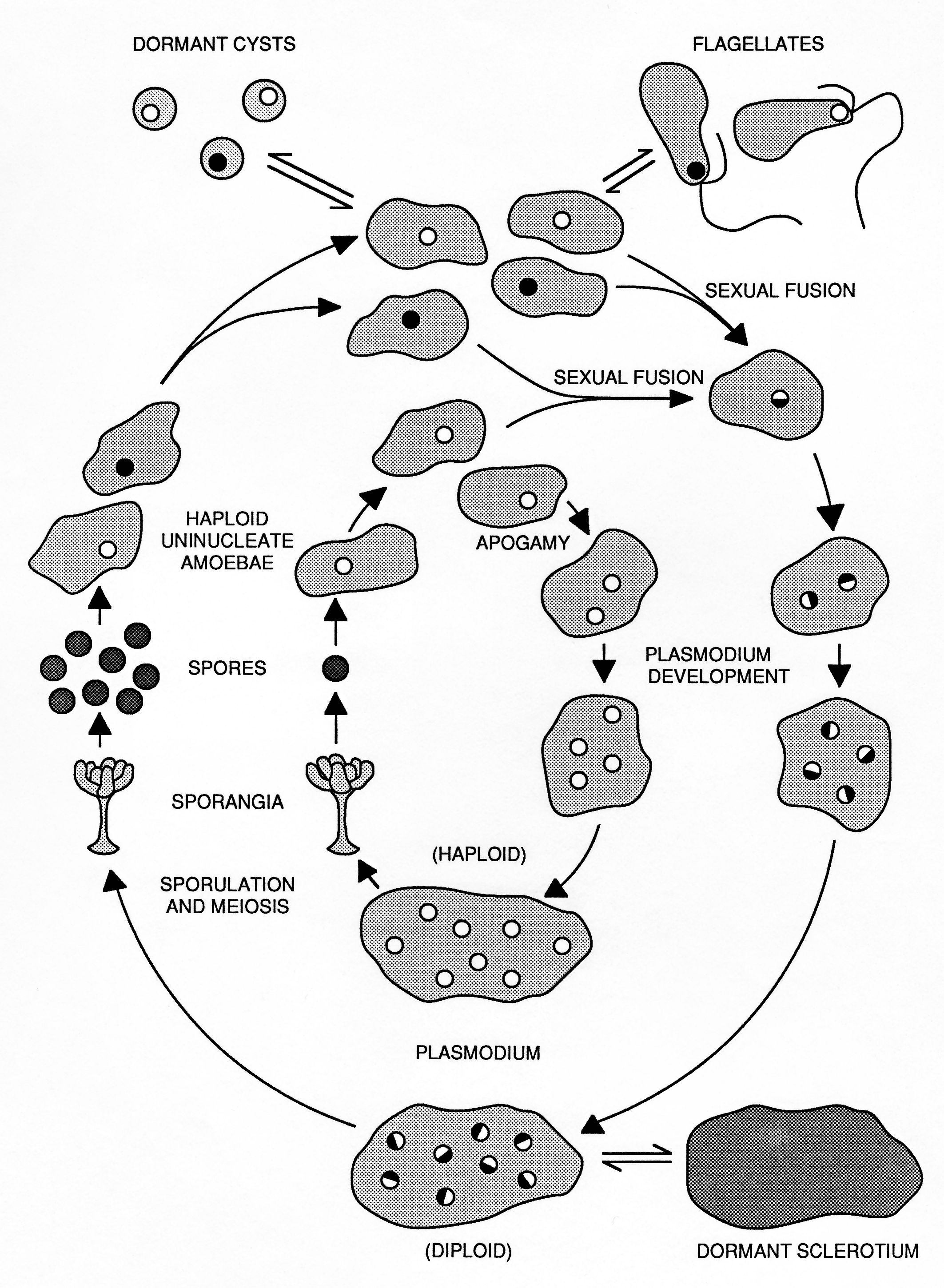
2. モジホコリの生活環: 変形体 (下; PLASMODIUM) は子実体 (左) を形成し、胞子 (SPORES) を放出する。胞子から発芽したアメーバ細胞は、鞭毛細胞 (FLAGELLATES) やシスト (CYSTS) に変換することがある (上)。対応する接合型のアメーボ細胞は融合 (SEXUAL FUSION) し、複相 (DIPLOID) の変形体へと成長する。アメーバ細胞が融合を経ずに単相 (HAPLOID) の変形体へと成長することもある（図の内周）。変形体は耐久構造である菌核 (SCLEROTIUM) となることもある。

胞子から発芽した細胞はアメーバ細胞（粘菌アメーバ myxamoeba; 図3a）または鞭毛細胞（myxoflagellate）であり、水分条件などによって相互に変換する。これらの細胞は細菌などを捕食し、また分裂して増殖する。条件によっては細胞壁を形成して耐久細胞であるミクロシスト (microcyst) を形成する。アメーバ細胞や鞭毛細胞は配偶子として機能し、対応する接合型（交配型）の細胞は融合して接合子になる。融合する配偶子の間に形態的差異はなく、同型配偶子である。モジホコリの接合型は少なくとも13の対立遺伝子をもつ matA 遺伝子に支配されており、またミトコンドリアDNAにおける片親遺伝の優先順もmatA 遺伝子の型に依存している。接合子は細胞質分裂を伴わない核分裂を繰り返し、多核の巨大なアメーバ細胞（変形体 plasmodium）になる（図3b）。このように変形体は基本的に複相（染色体を2セットもつ）であるが、単相（染色体を1セットもつ）のアメーバ細胞が融合を経ずにそのまま変形体を形成すること（無配生殖）もある。変形体は捕食または吸収によって栄養摂取して成長する。乾燥や低温などの環境条件変異によって、変形体は分断化して厚い細胞壁を形成して菌核（sclerotium）となる（図3c）。菌核は数カ月から数年間生存可能であり、条件が回復すると再び変形体となる。餌不足（およそ4日間）や強光（最低4時間）により、変形体は子実体（fruiting body, sporocarp）を形成する。子実体は基本的に柄と胞子嚢（子嚢）からなり（図3d）、基本的に子嚢内で減数分裂（無配生殖の場合は体細胞分裂）を行って単相の胞子を形成する。胞子は風、水、動物によって散布される。

### 変形体
モジホコリの変形体は大型の可視変形体であり、薄く、先端部（growth front）はシート状または細脈の網目状であり、後方に向かって太い葉脈のようなネットワーク（veins）が発達し、黄色、白色、または緑黄色（図1, 3b, 4）。実験的には巨大な変形体をつくらせることも可能であり、5.52 m2 に達した例がある。変形体は巨大な多核単細胞であり、数百万個の核をもつことがある。核分裂は、およそ8時間に1回、変形体内の核が同期して行う。変形体は粘液鞘で覆われており、その構成成分は異個体や自身にとって忌避物質となることが報告されている。粘液鞘物質は変形体の移動跡に残るため、寒天培地上で長期間維持するためには、これを拭いて掃除する必要がある。変形体は、淡い柑橘類の匂いがするともされる。
変形体は1–2分の周期で脈動しながら、時速 1 cm 程度の速さで伸長する（図4b, c）。変形体はゲル状で流動性の低い外層（ectoplasm）と、ゾル状で流動性に富む内層（endoplasm）からなり、外層にあるアクチン繊維の収縮と弛緩によって各部に圧力勾配が生じ、これによって内層のゾルは前進と後退を1–2分周期に繰り返す往復原形質流動（shuttle streaming とよばれ、速さは秒速 1 mm に達する）が起こる。このような原形質の運動に伴い、細胞内のATPやプロトン、カルシウムイオン濃度も周期的に変動しており、変形体全体として様々な要素の振動が相互に影響し合う複雑系を構築している。変形体は、走化性、走光性、熱走性、磁気走性、重力感受性などを示すことが報告されている。
変形体は餌を探索して移動し、細菌や有機物に接すると運動を止めてこれを取り込み、成長していく。食作用によって食物を取り込むが、おそらく消化酵素を分泌して食物を細胞外消化し、可溶性有機物を吸収することも可能であり、培養下ではオートミールを餌に変形体を培養できる。さまざまな遺伝子座において同じ表現型の変形体は、融合してさらに大きな変形体を形成することができる。また変形体は分断することもあり、特に大きな変形体を液体培地で振とう培養すると、多数の小さな（直径 100–500 µm）球状の変形体（microplasmodium）に分かれる。大きな変形体を人工的に切断してもそれぞれ独立した変形体になる。子実体形成時にも変形体が断片化する（図5a）。

### 子実体
子実体は群生し、ふつう有柄だがときに無柄、高さ1.5–2ミリメートル (mm)、単子嚢体であるがしばしば互いに付着して掌状子嚢体となる（図3d, 5b, c）。柄は帯黄色で半透明、細長く屈曲している（図3d, 5b, c）。変形膜は膜質、円盤形または共通性。個々の子嚢（胞子嚢）はレンズ形、裂片状または亜球形であり、黄色から灰色、まれに白色、薄い膜質で脆く、白色から黄灰色の石灰集合部がある（図3d, 5b, c）。細毛体は多く、連絡糸は透明で繊細、石灰節は黄色または白色で紡錘形または不定形（図5d）。胞子は直径 9–11 µm、反射光で黒色、透過光で紫褐色、細かい刺で覆われる（図5d）。

### ゲノム
染色体は約40本、250–300 Mbp（Mbp = 100万塩基対）であり、またリボソームRNA遺伝子を含む約 60 kbp（kbp = 1000塩基対）のプラスミドが約150コピー存在する。ミトコンドリアDNAは約 60 kbp であるが、一部の株では約 14.5 kbp のプラスミドが存在する。

## 分布・生態
汎世界種であり、タイプ産地は米国ノースカロライナ州。日本では北海道、本州、九州から報告されている。ただし日本では非常にまれな種である。
子実体は、春から秋に腐木やキノコ、草の上などに生じる。

## 研究

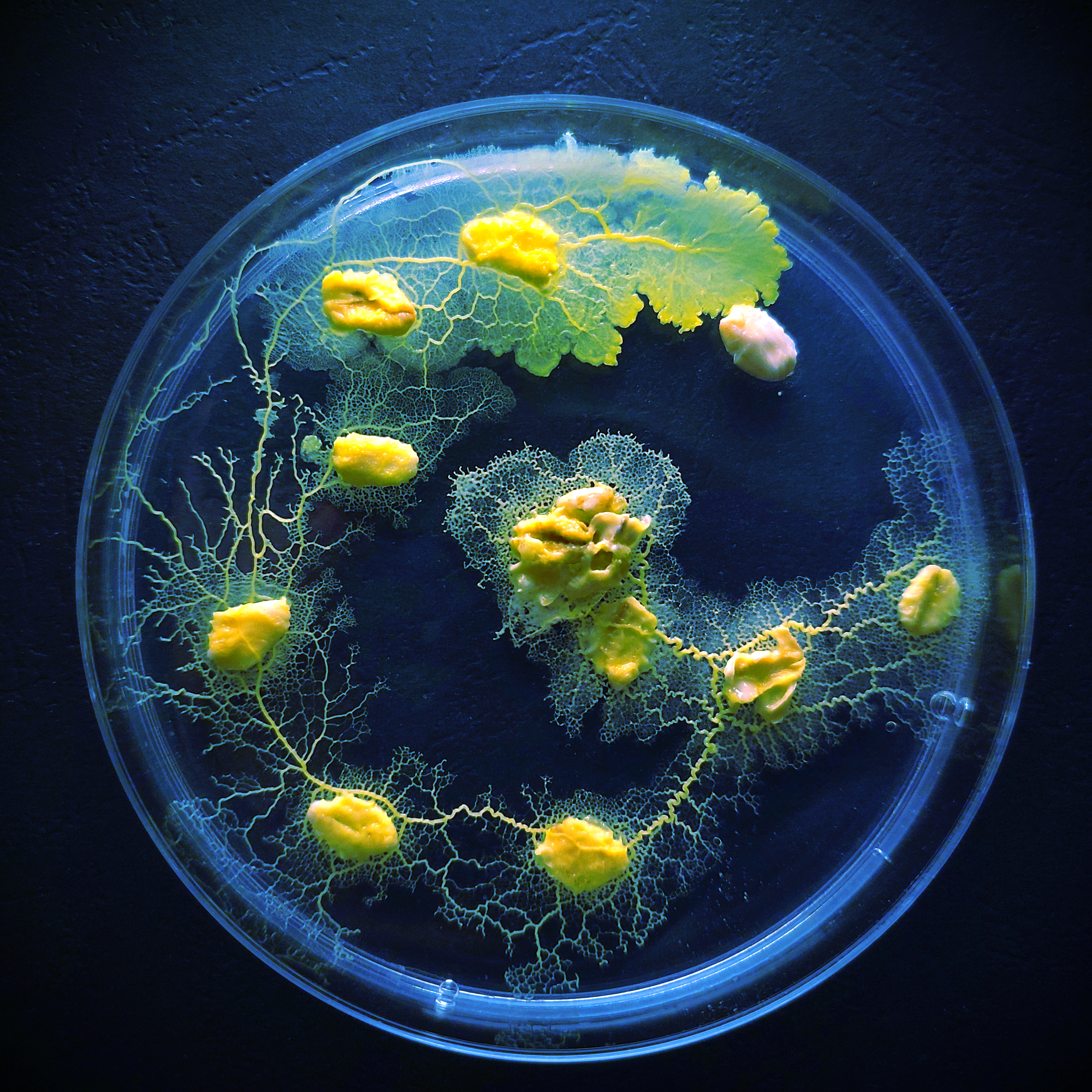
7. 寒天培地上のモジホコリの変形体（塊はオートミール）

モジホコリは、培養が容易であるため（図7）さまざまな生物学的実験に用いられており、特に障害物の回避、最短経路の発見、危険回避など、「知的な」行動を示すことでよく知られている。北海道大学の中垣俊之は、モジホコリを用いた研究でイグノーベル賞を2回受賞している。専門的な研究対象のみではなく、教育用の実験にも用いられており、培養キットも販売されている。

### 培養
モジホコリの培養はふつう菌核を基にし、寒天培地を用い、オートミールを餌とする。培地の湿度や餌を適度に保つことで長期間の保持が可能である。強光が当たると子実体への移行が起こってしまうため、変形体を維持する場合には適温の暗所で培養する。

### 迷路の解決

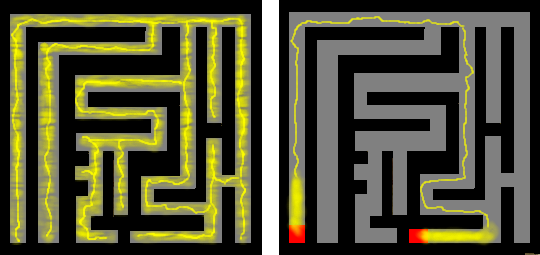
8. 迷路実験（黄色は変形体、赤は餌）

モジホコリを用いた迷路実験では、変形体が張り巡らされている 30 cm 四方の迷路の、入口と出口の2カ所だけにエサを設置した。餌とは関係のない経路から変形体が撤退していき、最終的に入口と出口を結ぶ最短経路だけに変形体が残った（図8）。物質移動が盛んな管が太くなって残り、他が衰退することでこのような結果になったと考えられている。ただし必ず最短経路が残されるわけではなく、複数の経路が残る場合や、変形体が分断して2つの餌に集中する場合もある。

### 路線の再現

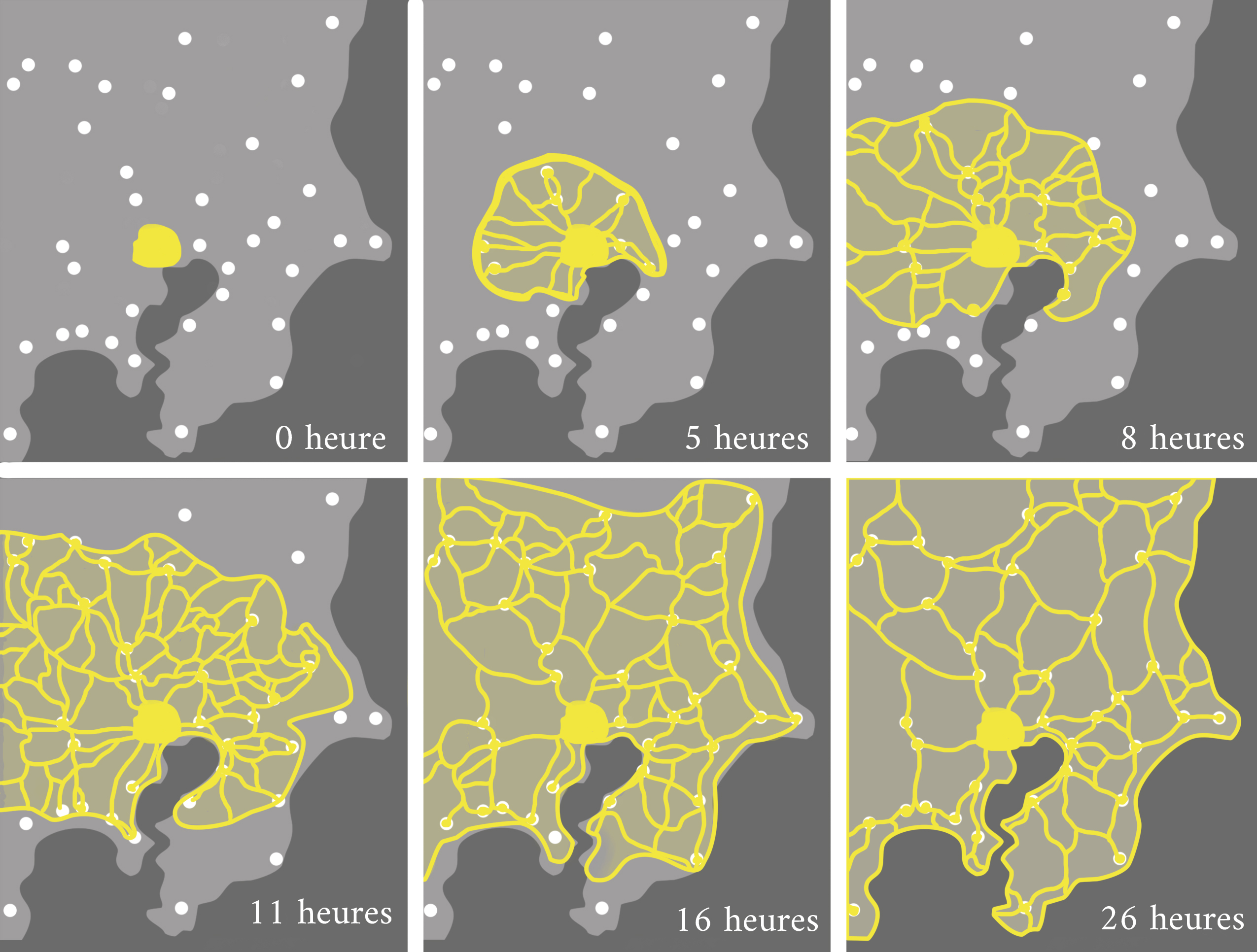
9. 関東地本の路線の再現

寒天培地において、山間部や河川、海などにあたる部分に強光を照射することで関東地方を模し、その主要都市にあたる部分に餌を設置した。その結果形成された変形体のネットワークは、実際のJRの路線図とよく似ていた（図9）。

### 環境変化の予測
寒天培地上の変形体は、好条件（温度25度、湿度90%）では運動するが、ストレス（温度22度、湿度60%）を与えると運動が減少する。60分に1回、10分間のストレスを与えることを3回繰り返すと、それに応じて運動減少を繰り返すが、さらにその60分後にはストレスを与えなくても（ストレスが生じると予測したように）しばしば運動が減少した。このような反応は約50%の個体が示し、その中にはストレスがない条件で60分ごとに運動減少を3回繰り返すこともあった。しばらくストレスがない状態が続くとこのような運動減少の周期は示さなくなるが、再びストレスを1回だけ与えると、60分ごとの運動減少を再び示すようになった。ストレス間隔は60分に限らず、30分から90分の間で任意に学習させることもできた。

### 粘菌コンピュータ
ウエスト・オブ・イングランド大学（University of the West of England）の Adamatzky, A. は、光と餌を使ってモジホコリ変形体の挙動を制御する生体コンピュータについて考察している。モジホコリの変形体は同じ刺激に対しては同じように振舞うことから、生体コンピュータの材料として理想的な生物であるとしている。